# Антикитобойные протесты в Антарктике
Протесты против китобойного промысла в Южном океане — акции протеста, проводимые участниками организаций SSCS и Гринпис в противодействие японским китобойным судам. Японская сторона считает действия экологов незаконными, сами же волонтеры считают действия Японии нарушением моратория о запрете коммерческого китобойного промысла в 1986 году и убеждают общественность в необходимости своих действий.
Члены Общества охраны морской фауны довольно часто прибегают к радикальным методам борьбы с китобоями, таким как забрасывание контейнерами с масляной кислотой и опутывание гребных винтов китобойных судов.

## Предыстория
В 1986 Международная китобойная комиссия ввела мораторий на полный запрет коммерческого китобойного промысла. Япония официально прекратила промысел в 1987 году и в том же году возобновила его как научный. Была начата программа Japanese Research Program in Antarctica (JARPA), согласно которой в год необходимо добывать до 440 малых полосатиков. В 2005 году программу сменила JARPA II. Промысел был расширен до 935 малых полосатиков, 50 полосатиков Брайда, 50 финвалов и 10 кашалотов. Этот факт возмутил экологов и привел к акциям протеста.

## Действия «Гринпис»
Активисты Гринпис неоднократно протестовали против китобойного промысла в Южном океане. были случаи, когда они подходили к китобойным судам на надувных катерах и становились между судном и китом. Также они пытались освободить китов из гарпуна, вешали на корабли плакаты и делали на стенках судов надписи. В ответ японцы поливали экологов из водяных пушек антарктической водой.
В 2005 году судно Гринпис Arctic Sunrise столкнулось с плавучим рыбозаводом китобоев «Ниссин Мару» и получило серьёзное повреждение носа.
В 2007 году судно Гринпис Esperanza столкнулось с японским гарпунным судном «Кё Мару № 1». В том же году на «Ниссин Мару» произошел пожар и экипаж судна подал сигнал S.O.S., на который ответили экологи. Однако китобои получили приказ не принимать помощь от активистов Гринпис.

### Критика
Члены SSCS неоднократно выступали с критикой активистов Гринпис утверждая, что их действия не являются эффективными и не способствуют сохранению численности китов. Японская сторона считает, что активисты нарушают международное право.

## Действия ООМФ
Активные противодействие китобоям Общество охраны морской фауны начали в 2005 году. Тогда судно экологов Farley Mowat вышло в Антарктику и пробыло там 3 месяца. Всего активисты организации совершили 10 анти-китобойных кампаний, во время которых были использованы радикальные и жесткие методы борьбы с китобойным промыслом.
Помимо крупных судов в своих анти-китобойных кампаниях экологи использовали надувные катера, вертолёт и водные мотоциклы. В 2009 году волонтёры приобрели быстроходный тримаран Earthrace, который направился в 5-ю анти-китобойную кампанию.
Последняя анти-китобойная кампания общества прошла зимой 2014 года, во время которой судно экологов столкнулось с китобойным. В том же году решением Международного суда ООН Японии было запрещено заниматься китобойным промыслом в водах Антарктики.

### Первая кампания (2005—2006)
В период с декабря 2005 по февраль 2006 года активисты на судне «Farley Mowat» пытались сорвать охоту на китов. Использовав специальное устройство (так называемый «консервный нож»), встроенное в борт «Farley Mowat» они протаранили «Oriental Bluebierd», судно, снабжающее китобоев топливом. Устройство представляет собой острое стальное лезвие, длиной в семь футов. Это лезвие специально предназначено для повреждения корпуса вражеского корабля и использовалась ранее в прочих кампаниях ООМФ.
Министр окружающей среды Австралии Ян Кэмпбелл осудил действия экологов и назвал Пола Уотсона «пиратом» и «экстремистом». Уотсон в свою очередь потребовал от правительств Австралии и Новой Зеландии инициировать судебный иск в сторону Японии из-за промысла.

### Операция «Левиафан» (2006—2007)
В конце ноября 2006 года SSCS начали свою первую крупномасштабную антикитобойную кампанию в Антарктике, которая была названа Операция «Левиафан». В ней приняло участие более 60 волонтёров. Были использованы два крупных корабля — Robert Hunter и Farley Mowat, вертолёт, три надувных катера. Были подготовлены бутылки с масляной кислотой, дымовые шашки и канаты для опутывания гребных винтов.
9 февраля 2007 года, экологи сели на хвост «Ниссин Мару» но были вынуждены прекратить преследование из-за пропажи надувного катера и его экипажа. 12 февраля 2007 года
«Морской Пастух» с вертолёта заметили китобойное судно «Кайко Мару», преследующее группу малых полосатиков.
Корабли «Морского Пастуха» были отправлены туда с целью сорвать охоту на китов. Оба судна общества вплотную приблизились к японскому судну.
Тогда же, в попытке корабля Robert Hunter изменить курс «Кайко Мару», произошло столкновение, после чего экологи закидали японское судно дымовыми шашками. В Институте исследования китообразных заявили, что Robert Hunter
умышленно протаранил исследовательское судно.

### Операция «Мигалоо» (2007—2008)
В ноябре 2007 года судно «Steve Irwin» направилось в Антарктику из Хобарта. С жестко-корпусных надувных катеров активисты атаковали гарпунное судно «Юсин мару 2», закидав его контейнерами с масляной кислотой и целлюлозным порошком. Позже экологи Бенджамин Поттс и Джайлс Лейн проникли на борт «Юсин мару 2» с тех же надувных катеров и предоставили капитану документ о «незаконности китобойного промысла». Они пробыли двое суток на японском корабле, после чего австралийское военное судно «Oceanic Viking» доставило их обратно на «Steve Irwin». Целью таких действий было привлечения внимания международной общественности на действия Общества.
3 марта 2008 года активисты с борта «Steve Irwin» закидали палубу рыбозавода «Ниссин мару» масляной кислотой. Министр иностранных дел Австралии Стивен Смит назвал действие экологов «неприемлемыми», заявив, что такие действия могли привести к травмам. На борту «Ниссин мару» имелись японские военные, которые кидали в активистов шумовые гранаты. Пострадавших не было.

#### Инцидент с выстрелом
17 марта Пол Уотсон заявил, что во время атаки на «Ниссин мару» 3 марта, с борта «Ниссин мару» в него был произведен выстрел и он не пострадал, поскольку на нём был пуленепробиваемый жилет. Доказательством тому служат кадры из документального фильма «Китовые войны», съемки которого велись во-время кампании. Также в качестве доказательства ООМФ показали жилет Уотсона, в котором застряла пуля. Японская сторона заявила о клевете и фальсификации фактов экологами, указав на то, что на борту «Ниссин мару» не имелось огнестрельного оружия.
Департамент полиции Токио получил ордер на арест трёх членов ООМФ (Дэн Бибаи, Джон Батчелор и Ральф Ку) за нападение на японских исследователей и опутывания гребных винтов судна «Кайко мару».

### Действия в 2015—2016 гг.
В декабре 2015 года, после возобновления Японией китового промысла ООМФ отправило судно Steve Irwin в Антарктику для противодействия японцам. Однако Институт исследования китообразных значительно расширил зону промысла. Теперь экологам будет значительно тяжелее выследить китобойный флот. Пол Уотсон заявил, что у правительства Австралии имеются координаты местонахождения китобоев. Он также высказал необходимость отправить к китобоям австралийское военное судно. В итоге ООМФ решили отказаться от дальнейшего преследования японцев и перенести кампанию на следующий год.

### Операция «Немезида» (2016—2017)
3 декабря 2016 года флагманское судно экологов «Steve Irwin» направилось в Антарктику с целью начала новой кампании. 4 декабря вслед за флагманским судном вышел новый корабль защитников природы «Ocean Warrior». После недельного патрулирования антарктических вод морские экологи выследили японский китобойный флот, сначала обнаружив корабль «Кайко Мару 8». 22 декабря активисты выследили гарпунное судно «Юсин Мару». В момент обнаружения, китобои уже вели охоту на китов, но благодаря вмешательству судна «Ocean Warrior» охота была пресечена. 31 декабря с вертолёта судна «Steve Irwin» был обнаружен ещё один китобойный корабль — «Кайко Мару 7». 1 января, несмотря на плохую погоду, вертолётчики экологов обнаружили ещё одно гарпунное судно — «Юсин Мару 3». 15 января 2017 года на борту китобойной базы «Ниссин мару» была обнаружена туша убитого малого полосатика. Пол Уотсон также обратил внимание на то, что с боковых сторон китобойных судов пропала надпись «Исследование», которая ранее присутствовала на протяжении всех кампаний. Уотсон считает, что таким образом японцы показали, что больше не скрывают своего коммерческого промысла и таким образом заявляют о своём равнодушии к общественному мнению. Об этом он заявил на своей странице в социальной сети Facebook.

## Реакция японской стороны
Японские власти часто подвергают активизм ООМФ и Гринписа жесткой критике. В частности, премьер-министр Японии Синдзо Абэ выражал обеспокоенность из-за действий «Морского пастыря».
Японцы нередко прибегали к жестким методам противодействия активистам. Например, они постоянно использовали водомёты против экологов. В 2009 году японцы впервые применили АПДРД — акустическую пушку дальнего радиуса действия. Японские спецназовцы навели это оружие на вертолёт Общества, угрожая пилоту потерей контроля и падением в океан, нарушая тем самым международные законы.
В 2008 году на бортах японский судов располагались отряды спецназовцев из японской береговой охраны. При этом, японская сторона часто прибегала к фальсификации фактов, как например в 2010 году, когда моряки с судна «Сёнан мару» стреляли в экологов перечным газом. Тогда из-за силы ветра перечный газ «вернулся» в сторону японцев и попал им в глаза. Однако Институт исследования китообразных заявил о травмах глаз японских исследователей по вине экологов.

### Инцидент с «Ady Gil»
6 января 2010 года японское охранное судно «Сёнан мару» протаранило «Ady Gil», скоростной тримаран ООМФ. Японская сторона обвинила в столкновении экологов Один член экипажа тримарана сломал ребра.. 7 января 2010 года тримаран затопили экологи для «привлечения внимания к проблеме китобойного промысла».
Мюррэй Маккали, Министр иностранных дел Новой Зеландии так высказался по поводу этой ситуации:

Если люди [Морской пастух] намерены нарушать закон и угрожать жизням других людей в открытом море, то мы не обязаны послать им на помощь военные корабли или оказывать им поддержку.
Оригинальный текст (англ.)If people [referring to Sea Shepherd] are determined to break the law and determined to kill other people on the high seas, then it is not the responsibility of the New Zealand Government or any other Government to send armed vessels down there or something of that sort to stop them.

Это заявление вызвало бурную реакцию у Пола Уотсона, который в свою очередь указал на то, что в течение тридцати лет существования «Морского пастуха» ни один человек не пострадал. Уотсон также заявил, что правительство Новой Зеландии игнорировало факт угрозы для жизней экипажа Ady Gil.

## Последствия
В 2010 году Австралия подала иск в Международный суд ООН на Японию за проведение кампании коммерческого китобойного промысла, запрещенного в 1986 году Международной комиссией по промыслу китов, в территориальных водах Австралии. 31 марта 2014 года Международный суд ООН запретил Японии проводить в Антарктике китобойную кампанию, не соответствующую статусу научной. Япония заявила, что готова подчиниться запрету.
В 2015 году Япония нарушила запрет суда ООН и объявила о начале новой кампании. Квота была уменьшена до 333 особей..